# Geometria diofantina
Em matemática, a geometria  diofantina é uma abordagem à teoria das equações diofantinas, formulando perguntas sobre tais equações nos termos da geometria algébrica sobre um corpo base K que não é algébriamente fechado, tal como o corpo de números racionais ou de um corpo finito, ou de forma mais geral, um anel comutativo, como os número inteiros.